# Badel Ndanga Ndinga
Badel Ndanga Ndinga est un homme politique camerounais né le 25 octobre 1954 à Bertoua. Ancien Ministre des Mines, de l'Industrie et du Développement technologique et Député de la VIe législature de la République du Cameroun, il est Sénateur élu depuis 2013 pour le compte du Rassemblement démocratique du peuple camerounais (RDPC).  Investi par le président Paul Biya, Badel Ndanga Ndinga a été élu Président du Groupe Parlementaire du RDPC à l’Assemblée nationale en Mars 2025. En tant que Président du Groupe Parlementaire du RDPC, Badel Ndanga Ndinga a le rang de Vice-Président du Sénat.

## Biographie

### Formation et expérience professionnelle
Badel Ndanga Ndinga voit le jour le 25 octobre 1954 à Bertoua, chef-lieu de la région de l'Est au Cameroun. Il débute sa scolarité dans sa ville natale et effectue ses études secondaires au CEG de Ngaoundéré puis au Lycée de Garoua où il obtient son Baccalauréat G2 en juin 1976. Il est titulaire d'une Licences en Sciences économiques à l’Université de Yaoundé en 1980. Deux ans plus tard, à l'Université de Bordeaux en France, il lui est décerné le Diplôme d'études approfondies (DEA) ès Sciences de Gestion en mars 1982. Revenu au Cameroun, il entame une expérience professionnelle comme responsable commercial de la Société forestière et industrielle de Belabo (Sofibel) aujourd'hui disparue. En 1983, il est reçu à l'Ecole Nationale d'Administration et de Magistrature (ENAM). Il y acquiert le rang d'Administrateur civil en octobre 1985 et le Diplôme supérieur de préparation militaire.

### Carrière administrative
En octobre 1985, il commence sa carrière comme Chef de service des Projets d'investissements au Ministère de l'Administration Territoriale. En 1988, il est nommé Directeur des projets et programmes au Ministère du Plan et de l'Aménagement du Territoire. La même année, à la suite d'un décret présidentiel, il devient secrétaire d’Etat au Plan et à l’Aménagement du Territoire. De 1993 à 1994, il assume les fonctions d'Inspecteur général au Ministère de la Fonction publique et de la Réforme administrative où il instaure plusieurs réformes. Il est par la suite Secrétaire permanent de la Réforme administrative de 1994 en 1997. En 2002, il est Secrétaire d'Etat au Ministère des Transports durant cinq ans. Il adresse un message de condoléances aux populations lors de la catastrophe du crash aérien de Mbanga-Pongo.

### Vie personnelle
Il est père de 4 enfants et marié à Gisele Ndanga Ndinga.

## Parcours politique

### Député de la VIe législature
Militant depuis octobre 1985 du RDPC, il est membre titulaire du Comité central et chef de la Délégation départementale permanente du Comité central pour le Lom-et-Djerem dans la région de l'Est au Cameroun. Lors des élections législatives camerounaises de 1997, il est investi Député de la VIe législature par son parti politique dans le département du Lom-et-Djérem de juin 1997 à mai 2002 .

### Ministre des Mines, de l'Industrie et du Développement technologique
En 2007, à la suite d'un décret présidentiel, il rentre dans le gouvernement camerounais sous la direction du Premier ministre Ephraïm Inoni puis celui dirigé par le Premier ministre Philémon Yang en 2009. Il est le quinzième homme politique à tenir les rênes du Ministère des Mines, de l'Industrie et du Développement technologique. Durant son mandat, il tente de mettre en œuvre la politique de valorisation du potentiel minier du Cameroun. Notamment avec le Cadre d’appui et de promotion de l’artisanat minier (CAPAM) pour la transformation de l'or en vue du renforcement des réserves monétaires. Il fait preuve de circonspection dans l'affaire du potentiel plus important gisement mondial de diamant annoncé par l'entreprise coréenne C&K Mining dans le sous-sol de Mobilong et Limokoali, à l’est du pays. Toutefois, il n'échappe pas au remaniement du 9 décembre 2011 après la réélection du président Paul Biya.

### Sénateur
Lors des élections sénatoriales camerounaises de 2013, il est investi par le RDPC et est élu Sénateur de la première législature pour la région de l'Est. Les 12 et 13 août 2016, il descend sur le terrain à l'Est en tant que membre de la chambre haute du parlement et chef de la délégation permanente départementale du RDPC pour le Lom-et-Djérem. Il entend ainsi remobiliser les militants et installe les huit présidents de section RDPC de sa circonscription politique.
Au cours des élections sénatoriales camerounaises de 2018, il conserve la confiance de son parti et compte à nouveau parmi les 70 sénateurs élus. Il conforte ainsi son statut de leader politique stratégique pour la conservation du pouvoir à l'Est Cameroun. En 2023, lorsque le corps électoral est convoqué pour les sénatoriales, il prend figure d'aîné politique censé conduire les nouveaux sénateurs rejoignant la chambre haute du parlement camerounais dans sa région d'origine. Son parti politique remporte une fois de plus les suffrages et cette fois-ci, les 70 sièges de sénateurs élus reviennent intégralement au RDPC. Il poursuit ainsi son aventure sénatoriale dans le cadre de la troisième législature du Sénat camerounais.

## Liens connexes
- Sénateurs de la 1re législature du Cameroun
- Sénateurs de la 2e législature du Cameroun
- Sénateurs de la 3e législature du Cameroun
- Élections sénatoriales camerounaises de 2013
- Élections sénatoriales camerounaises de 2018
- Élections sénatoriales camerounaises de 2023